# Correceptor
Un correceptor es un receptor de superficie celular que se une a una molécula de señalización, además de a un receptor primario, con el fin de facilitar el reconocimiento del ligando e iniciar un proceso biológico, como la entrada de un patógeno en una célula huésped.
El correceptor puede ser un componente necesario del ligando complejo, o simplemente puede aumentar la sensibilidad del receptor.
Un correceptor se define como un receptor de señalización que directamente asociada con el mismo antígeno, que es visto por el antígeno del receptor. Como resultado, un antígeno puede unir físicamente un receptor de antígeno y un receptor de cooperación. Las moléculas de señalización asociadas con el co-receptor pueden "activar" el receptor del antígeno.